# Johann Christoph Thielemann

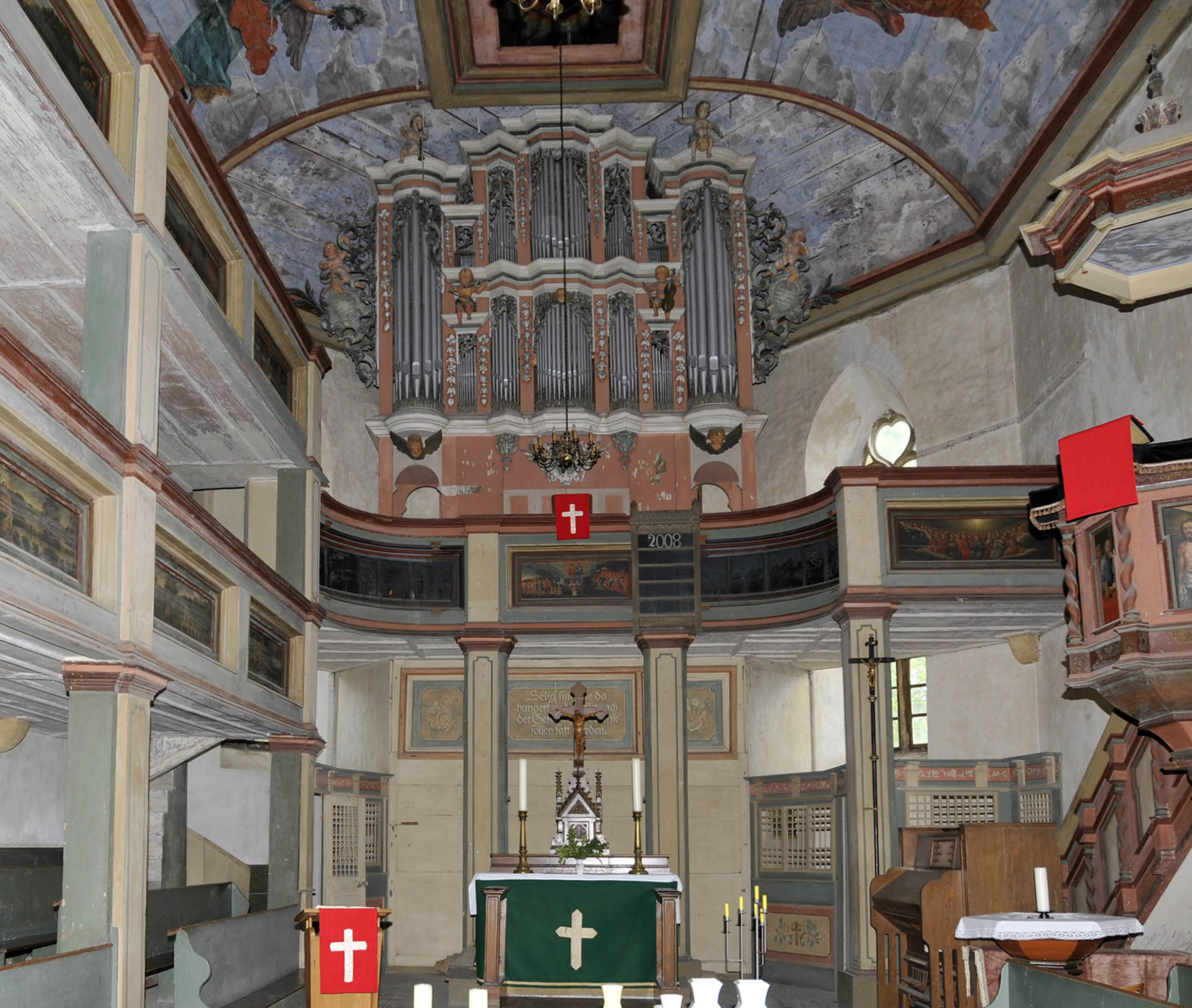
Thielemann-Orgel in St. Maria Magdalena in Grabsleben

Johann Christoph Thielemann (* 9. März 1682 in Wiegmar (Wechmar?); † 4. August 1755) war ein Orgelbauer aus Arnstadt in Thüringen.

## Leben und Werk
Johann Christoph Thielemann erlernte den Orgelbau bei Christoph Donati dem Älteren und erlangte 1735 das Gothaische Hoforgelmacherprivileg. Zu seinen Schülern gehörten Johann Stephan Schmaltz, Carl Christian Hoffmann und Johann Bätz.
In Teilen erhalten geblieben sind bis heute nur die Orgeln in Grabsleben, Tenneberg und Wölfis, wobei die restaurierte Gräfenhainer Orgel das einzige noch spielbare Originalinstrument darstellt. 1754 bat Thielemann um Unterstützung wegen seiner „jetzigen großen Dürftigkeit“. Gegenüber der herzoglichen Kammer versprach der bereits seit 1746 bei ihm arbeitende Carl Christian Hoffmann, den „alten Hof-Orgelmacher Thielemann auf dessen noch übrige Lebenszeit unentgeltlich zu versehen“. Ein Sterbeort ist nicht belegt.

## Werkliste
Seine Werke sind in folgenden Kirchen nachweisbar.
Die Größe der Instrumente wird in der fünften Spalte durch die Anzahl der Manuale und die Anzahl der klingenden Register in der sechsten Spalte angezeigt. Ein großes „P“ steht für ein selbstständiges Pedal. Eine Kursivierung zeigt an, dass die betreffende Orgel nicht mehr oder lediglich der Prospekt erhalten ist.
| Jahr      | Ort               | Kirche                | Bild | Manuale | Register | Bemerkungen |
| --------- | ----------------- | --------------------- | ---- | ------- | -------- | --- |
| 1710      | Boilstädt         | Zur Himmelspforte     |      | I       | 5        | mit Zimbelstern. Die Orgel ist nicht mehr vorhanden; sie wurde 1850 von einem Neubau von Friedrich Knauf mit 10 Registern abgelöst.   |
| 1711      | Pfullendorf       | St. Bonifatius        |      | I       | 7        | basiert auf einem Prinzipal 2′ im Prospekt                                                                                            |
| 1716      | Illeben           | St. Trinitatis        |      | II      | 12       | Die Orgel ist nicht mehr vorhanden, sie wurde 1856 von Gustav Koch durch einen Neubau ersetzt.                                        |
| 1717      | Burgtonna         | Christuskirche        |      | II/P    | 18       | Beim Einsturz der Kirche 1973 zerstört.                                                                                               |
| 1721      | Molsdorf          | Trinitatiskirche      |      | II      | 20       | 4′ im Prospekt. Der Orgelbauer Wiegand Helfenbein aus Gotha baute die Orgel 1934 um.                                                  |
| 1721      | Schloss Tenneberg | Schlosskapelle        |      | I/P     | 9        | 2020 Rekonstruiert durch Orgelbau Waltershausen                                                                                       |
| 1723      | Ichtershausen     | St. Georg und Marien  |      | II/P    |          | Stand September 2007: Die Orgel befindet sich in Rekonstruktion.                                                                      |
| 1728      | Kölleda           | St. Wiperti           |      |         |          | Orgel erhalten |
| 1730      | Großneuhausen     | St. Georg             |      | II/P    | 22       | 1865 Neubau durch Friedrich Gerhardt, nur Gehäuse erhalten                                                                            |
| 1728–1731 | Gräfenhain        | Dreifaltigkeitskirche |      | II/P    | 17       | mit Glockenwerk und Zimbelstern; heute II/P/21. Wurde 1993 bis 1996 restauriert.                                                      |
| 1737–1738 | Wölfis            | St. Crucis            |      | II/P    | 17       | Disposition wie in Gräfenhain, wurde von Schmaltz vollendet. 1819 von Georg Franz Ratzmann durch einen Neubau ersetzt; heute II/P/28. |
| 1738–1739 | Grabsleben        | St. Maria Magdalena   |      | II/P    | 21       | teilweise erhalten |
| 1742      | Frankenhain       | St. Leonhard          |      |         |          | Ergänzung um ein selbstständiges Pedal                                                                                                |
| 1750      | Rehestädt         | St. Gangolf           |      |         |          | letztes Werk, von Schmaltz fertiggestellt                                                                                             |